# Copart
Copart, Inc. ist ein US-amerikanisches Unternehmen mit Sitz in Dallas, das Online-Fahrzeugauktionen durchführt. Das Unternehmen bietet seine Dienstleistungen in den Vereinigten Staaten, Kanada, dem Vereinigten Königreich, Deutschland, Irland, Brasilien, Spanien, den Vereinigten Arabischen Emiraten und Finnland an.

## Geschichte
Copart wurde 1982 von Willis J. Johnson in Vallejo gegründet.
Anfang der 1990er begann Willis Johnson mit Hilfe privater Kredite und des Eigenkapitals, Copart zu vergrößern. Zum damaligen Zeitpunkt besaß das Unternehmen vier Standorte in Nordkalifornien; bis März 1994 kamen weitere acht Standorte hinzu, ehe man mit North Texas Salvage Pool of Dallas, Texas das größte Bergungsunternehmen der Vereinigten Staaten aufkaufte.
In den 1990ern begann das Unternehmen auch damit, über das Internet Dienste anzubieten. Der erste Schritt war dabei die Schaffung eines Auktionssystems im Jahr 1997, welches die Geschäfte zusammenfassen und vereinheitlichen sollte und sowohl den Geschäftsstellen als auch den Verkäufern Zugriff auf Informationen, die Erstellung von Berichten und eine Steigerung der Effizienz ermöglichen sollte. 1998 ermöglichte Copart, über das Internet zu Bieten. Im Jahr 2003 ging die Auktionsplattform VB2 online, die weltweit genutzt werden kann. 2004 stellte das Unternehmen in Nordamerika, 2008 im Vereinigten Königreich seine Live-Auktionen ein und begann damit, die Fahrzeuge über VB2 zu verkaufen. Über diese Plattform verkauft Copart jährlich über eine Million Fahrzeuge.
Am 17. März 1994 ging Copart an die Börse. Die 2,3 Millionen im NASDAQ unter dem Kürzel CPRT gehandelten Aktien waren auf 12 US-Dollar notiert. 2012 verlegte Copart seinen Hauptsitz von Fairfield in Kalifornien nach Dallas in Texas. Das dort angemietete Gebäude bietet etwa 4.900 m² Bürofläche.

## Dienstleistungen
Copart bietet Fahrzeugverkäufern Dienstleistungen für den Verkauf von Fahrzeugen über das Internet an.
Bei den Käufern der Copart-Auktionen handelt es sich hauptsächlich um Gebrauchtwagenhändler, Verwerter, Wiederaufbereiter, Exporteure und in einigen Bereichen auch die breite Öffentlichkeit. Die Fahrzeugverkäufer sind meist Versicherungsunternehmen, Banken, Finanzinstitute, Wohltätigkeitsorganisationen, Fahrzeughändler, Regierungsbehörden und Autovermieter.
Bei den Fahrzeugen, die für Versicherungsunternehmen verkauft werden, handelt es sich meist um beschädigte Fahrzeuge, die als Totalverlust eingestuft werden und die nicht wirtschaftlich repariert werden können oder um gestohlene Fahrzeuge, für die die Besitzer bereits entschädigt wurden.
Über die Abteilung Copart Direct werden auch Fahrzeuge aus der Öffentlichkeit für den Weiterverkauf aufgekauft.

## Marken
- Autovahinkokeskus (AVK)
- CashForCars.com
- Copart Direct
- CrashedToys
- Drive Auto Auctions
- National Powersport Auctions (NPA)